# Miguel Campos (Maler)
Miguel Campos (* 1844 in Santiago de Chile; † 1889 ebenda) war ein chilenischer Maler.
Campos trat vierzehnjährig in die Academia de Pintura ein und galt als einer der begabtesten Schüler Alejandro Ciccarellis. 1868 reiste er mit einem Stipendium der chilenischen Regierung nach Europa und setzte seine Ausbildung an privaten Schulen in Paris fort. U. a. gewann er 1868 den Ersten Preis der Accademia di San Luca in Rom.
Nachdem sein staatliches Stipendium 1873 gestrichen worden war, kehrte er nach Chile zurück und unterrichtete an der Escuela Benjamin Franklin der Sociedad de Artesanos de la Unión. Sein bekanntester Schüler war der Maler Pablo Burchard Eggeling. Ein Selbstporträt des Malers befindet sich im Besitz des Museo Nacional de Bellas Artes.